# Aleuroclava bilineata
Aleuroclava bilineata es un hemíptero de la familia Aleyrodidae.
Fue descrita científicamente por Sundararaj & David en 1993.